# Шиндра
Шиндра је кровни покривач од цепаних дрвених дашчица, које се постављају једна преко друге са преклопом. За шиндру се најчешће користи лучевина (дрво бора старог преко 50 година и то само део стабла од корена до један метар увис), а у новије време се користи и млађе дрво, али импрегнирано.
Шиндра се као покривач користи у свим крајевима Европе где има пуно четинара и где су обилне падавине, јер се њоме могу покривати само кровови са великим нагибом. У Србији се најчешће користила на подручју Златибора, Таре и Шумадије. Због своје цене (шиндра спада у скупе кровне покриваче), данас се све мање користи.